# Tobias Kärner
Tobias Ulrich Kärner (* 27. Dezember 1982 in Münchberg) ist ein deutscher Wirtschaftspädagoge.

## Leben
Nach dem Besuch der Grund- und Hauptschule Helmbrechts, der Realschule Helmbrechts sowie der Fachoberschule Hof erwarb er 2007 den Diplom-Wirtschaftsingenieur (FH) mit dem Schwerpunkt Informationstechnik, Fakultät Ingenieurwissenschaften der Hochschule Hof, 2009 den M.Sc. Wirtschaftspädagogik mit dem Schwerpunkt Wirtschaftsinformatik, Fakultät Wirtschaftsinformatik und Angewandte Informatik der Universität Bamberg, 2014 die Promotion (Dr. rer. pol.) Fakultät Sozial- und Wirtschaftswissenschaften der Universität Bamberg, 2017 den B.Sc. Psychologie, Fakultät Humanwissenschaften der Universität Bamberg und 2018 die Habilitation Fakultät Sozial- und Wirtschaftswissenschaften der Universität Bamberg (Venia Legendi für das Fach Wirtschaftspädagogik). Seit 2021 ist er Universitätsprofessor für Wirtschaftspädagogik, insbesondere Lehr- und Lernprozesse, an der Universität Hohenheim.
Seine Forschung ist in der berufs- und wirtschaftspädagogischen Grundlagenforschung verankert. Im Zentrum stehen psychosoziale Bedingungen und Effekte von Lehr- und Lernprozessen in beruflichen Bildungskontexten. Thematische Schwerpunkte betreffen unter anderem Fragen von Autonomie, Partizipation und Heteronomie in Bildungsprozessen, pädagogische Beziehungen sowie das professionelle Handeln von Lehrpersonen. Auch normtheoretische und ideologiekritische Perspektiven auf Bildungsziele werden einbezogen. Methodisch kommen unter anderem Längsschnittanalysen, dynamische Strukturgleichungsmodelle und Mixed-Methods-Designs zum Einsatz.